# Nuoto ai campionati europei di nuoto 2024 - 100 metri dorso femminili
La gara degli 100 metri dorso femminili dei campionati europei di nuoto 2024 si è svolta il 21 e il 22 giugno 2024 presso il Centro Sportivo Milan Gale Muškatirović di Belgrado.

## Podio
| Pos.    | Atleta            | Nazione |
| ------- | ----------------- | ------- |
| Oro     | Adela Piskorska   | Polonia |
| Argento | Danielle Hill     | Irlanda |
| Bronzo  | Roos Vanotterdijk | Belgio  |

## Record
Prima della manifestazione il record del mondo (RM) e il record dei campionati (RC) erano i seguenti.
|  | 57"13 | Regan Smith     | 18 giugno 2024 Indianapolis |
|  | 58"08 | Kathleen Dawson | 23 maggio 2021 Budapest     |
|  | 58"08 | Kathleen Dawson | 23 maggio 2021 Budapest     |

Durante la competizione non sono stati migliorati record.

## Programma
| Data           | Ora   | Turno      |
| -------------- | ----- | ---------- |
| 21 giugno 2024 | 9:51  | Batterie   |
| 21 giugno 2024 | 18:50 | Semifinali |
| 22 giugno 2024 | 20:07 | Finale     |

## Risultati

### Batterie
| Pos. | Batteria | Corsia | Atleta                  | Nazionalità        | Tempo       | Note |
| ---- | -------- | ------ | ----------------------- | ------------------ | ----------- | ---- |
| 1    | 3        | 4      | Danielle Hill           | Irlanda            | 1'00"62     | Q    |
| 2    | 3        | 5      | Hanna Rosvall           | Svezia             | 1'00"88     | Q    |
| 3    | 1        | 4      | Roos Vanotterdijk       | Belgio             | 1'01"06     | Q    |
| 4    | 2        | 4      | Adela Piskorska         | Polonia            | 1'01"16     | Q    |
| 5    | 1        | 2      | Nika Sharafutdinova     | Ucraina            | 1'01"63     | Q    |
| 6    | 2        | 3      | Lora Komoróczy          | Ungheria           | 1'01"77     | Q    |
| 7    | 2        | 2      | Justine Murdock         | Lituania           | 1'01"98     | Q    |
| 8    | 2        | 1      | Fanny Teijonsalo        | Finlandia          | 1'01"99     | Q    |
| 9    | 3        | 3      | Dóra Molnár             | Ungheria           | 1'02"03     | Q    |
| 10   | 1        | 5      | Lottie Cullen           | Irlanda            | 1'02"54     | Q    |
| 11   | 3        | 7      | Holly McGill            | Irlanda            | 1'02"62     | Q    |
| 12   | 2        | 0      | Katarina Milutinović    | Serbia             | 1'02"71     | Q    |
| 13   | 1        | 1      | Tom Mienis              | Israele            | 1'03"02     | Q    |
| 14   | 2        | 7      | Laura Bernat            | Polonia            | 1'03"15     | Q    |
| 15   | 2        | 8      | Tatiana Salcuțan        | Moldavia           | 1'03"19     | Q    |
| 16   | 2        | 6      | Gabriela Georgieva      | Bulgaria           | 1'03"31     | Q    |
| 17   | 3        | 8      | Iris Julia Berger       | Austria            | 1'03"37     |      |
| 18   | 1        | 7      | Karoline Sørensen       | Danimarca          | 1'03"58     |      |
| 19   | 1        | 8      | Lena Grabowski          | Austria            | 1'05"62     |      |
| 20   | 2        | 9      | Mia Krstevska           | Macedonia del Nord | 1'06"58     |      |
| 21   | 1        | 0      | Elisabeth Erlendsdóttir | Fær Øer            | 1'06"59     |      |
| 22   | 3        | 9      | Diana Musayelyan        | Armenia            | 1'09"54     |      |
| DNS  | 1        | 3      | Schastine Tabor         | Danimarca          | Non partita |      |
| DNS  | 1        | 6      | Katalin Burián          | Ungheria           | Non partita |      |
| DNS  | 2        | 5      | Paulina Peda            | Polonia            | Non partita |      |
| DNS  | 3        | 0      | Jana Marković           | Serbia             | Non partita |      |
| DNS  | 3        | 1      | Janja Šegel             | Slovenia           | Non partita |      |
| DNS  | 3        | 2      | Aviv Barzelay           | Israele            | Non partita |      |
| DNS  | 3        | 6      | Ayla Spitz              | Israele            | Non partita |      |

### Semifinali
| Pos. | Batteria | Corsia | Atleta               | Nazionalità   | Tempo   | Note |
| ---- | -------- | ------ | -------------------- | ------------- | ------- | ---- |
| 1    | 2        | 5      | Roos Vanotterdijk    | Belgio        | 1'00"42 | Q    |
| 2    | 2        | 4      | Danielle Hill        | Irlanda       | 1'00"52 | Q    |
| 3    | 1        | 5      | Adela Piskorska      | Polonia       | 1'00"71 | Q    |
| 4    | 1        | 2      | Lottie Cullen        | Irlanda       | 1'01"19 | Q    |
| 5    | 2        | 3      | Nika Sharafutdinova  | Ucraina       | 1'01"20 | Q    |
| 6    | 1        | 4      | Hanna Rosvall        | Svezia        | 1'01"22 | Q    |
| 7    | 2        | 2      | Dóra Molnár          | Ungheria      | 1'01"39 | Q    |
| 8    | 1        | 3      | Lora Komoróczy       | Ungheria      | 1'01"51 | Q    |
| 9    | 2        | 6      | Justine Murdock      | Lituania      | 1'01"59 |      |
| 10   | 1        | 6      | Fanny Teijonsalo     | Finlandia     | 1'01"82 |      |
| 11   | 2        | 7      | Holly McGill         | Gran Bretagna | 1'01"95 |      |
| 12   | 2        | 1      | Tom Mienis           | Israele       | 1'02"96 |      |
| 13   | 1        | 8      | Gabriela Georgieva   | Bulgaria      | 1'03"05 |      |
| 14   | 2        | 8      | Tatiana Salcuțan     | Moldavia      | 1'03"27 |      |
| 15   | 1        | 7      | Katarina Milutinović | Serbia        | 1'03"55 |      |
| 16   | 1        | 1      | Laura Bernat         | Polonia       | 1'03"57 |      |

### Finale
| Pos.    | Corsia | Atleta              | Nazionalità | Tempo   | Note |
| ------- | ------ | ------------------- | ----------- | ------- | ---- |
| Oro     | 3      | Adela Piskorska     | Polonia     | 59"79   |      |
| Argento | 5      | Danielle Hill       | Irlanda     | 1'00"19 |      |
| Bronzo  | 4      | Roos Vanotterdijk   | Belgio      | 1'00"58 |      |
| 4       | 2      | Nika Sharafutdinova | Ucraina     | 1'00"91 |      |
| 5       | 6      | Lottie Cullen       | Irlanda     | 1'01"03 |      |
| 6       | 8      | Lora Komoróczy      | Ungheria    | 1'01"36 |      |
| 7       | 7      | Hanna Rosvall       | Svezia      | 1'01"39 |      |
| 8       | 1      | Dóra Molnár         | Ungheria    | 1'01"46 |      |